# Rémy Ballot
Pour les articles homonymes, voir Ballot.
Rémy Ballot, né à Paris en 1977, est un chef d'orchestre français, résidant à Vienne en Autriche depuis 2004.
Son répertoire s'étend de la musique baroque à la création contemporaine. Depuis les années 2011, il est considéré comme un interprète majeur des œuvres d'Anton Bruckner.

## Biographie
Rémy Ballot fait ses débuts en fondant son propre orchestre, l'orchestre FAE, en 1994, qu'il dirigera cinq années durant.
Violoniste toujours actif, il joue au sein de l'orchestre philharmonique et de l'Opéra de Vienne (2007-2014). Il se produit régulièrement en récital et en musique de chambre, du trio à l´octuor. Virtuose, il joue les Vingt-quatre caprices de Paganini en concert en 2013 à Angers.
Rémy Ballot est Chef d’orchestre en résidence du festival « Bruckner Tage » à St Florian (Autriche) depuis 2013 où il réalise depuis un cycle des symphonies de Bruckner avec le « Altomonte Orchester ».

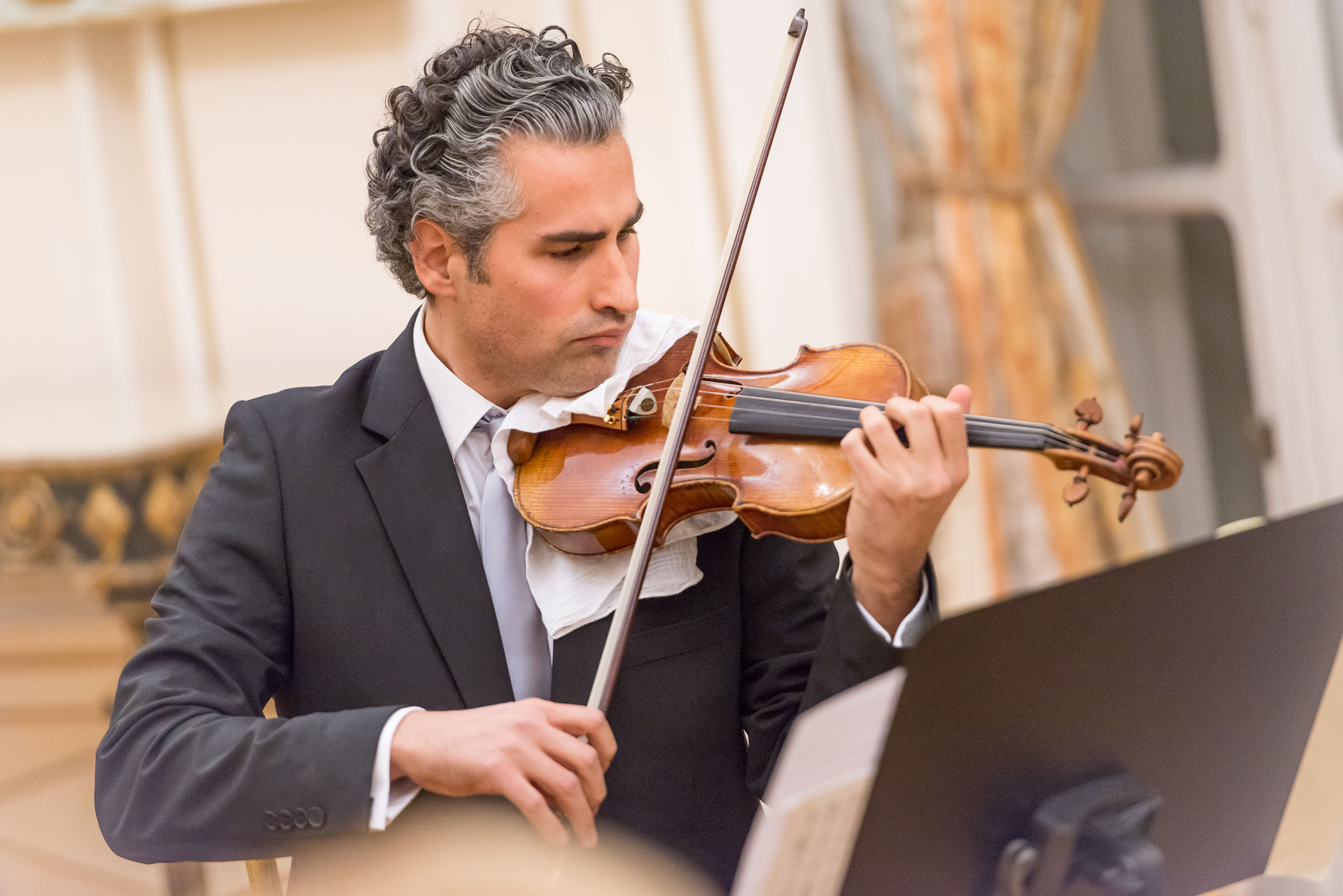
Rémy Ballot au violon, Vienne 2015

Selon Jean-Claude Hulot, de la revue Diapason, « Le jeune chef installé à Vienne en impose. Rémy Ballot, retenez ce nom.[...] A moins de 40 ans, Rémy Ballot fait une entrée fracassante dans la discographie brucknerienne ».
En octobre 2018 a lieu le concert de gala de la création de l’orchestre Klangkollektiv à la Konzerthaus de Vienne. Cet orchestre de chambre dont il est l’un des membres fondateurs et directeur artistique se dédie tout particulièrement aux classiques Viennois.

Depuis l‘année 2019 il dirige et participe à la création de l’orchestre de la fondation Barenboim-Said de Ramallah en Palestine.

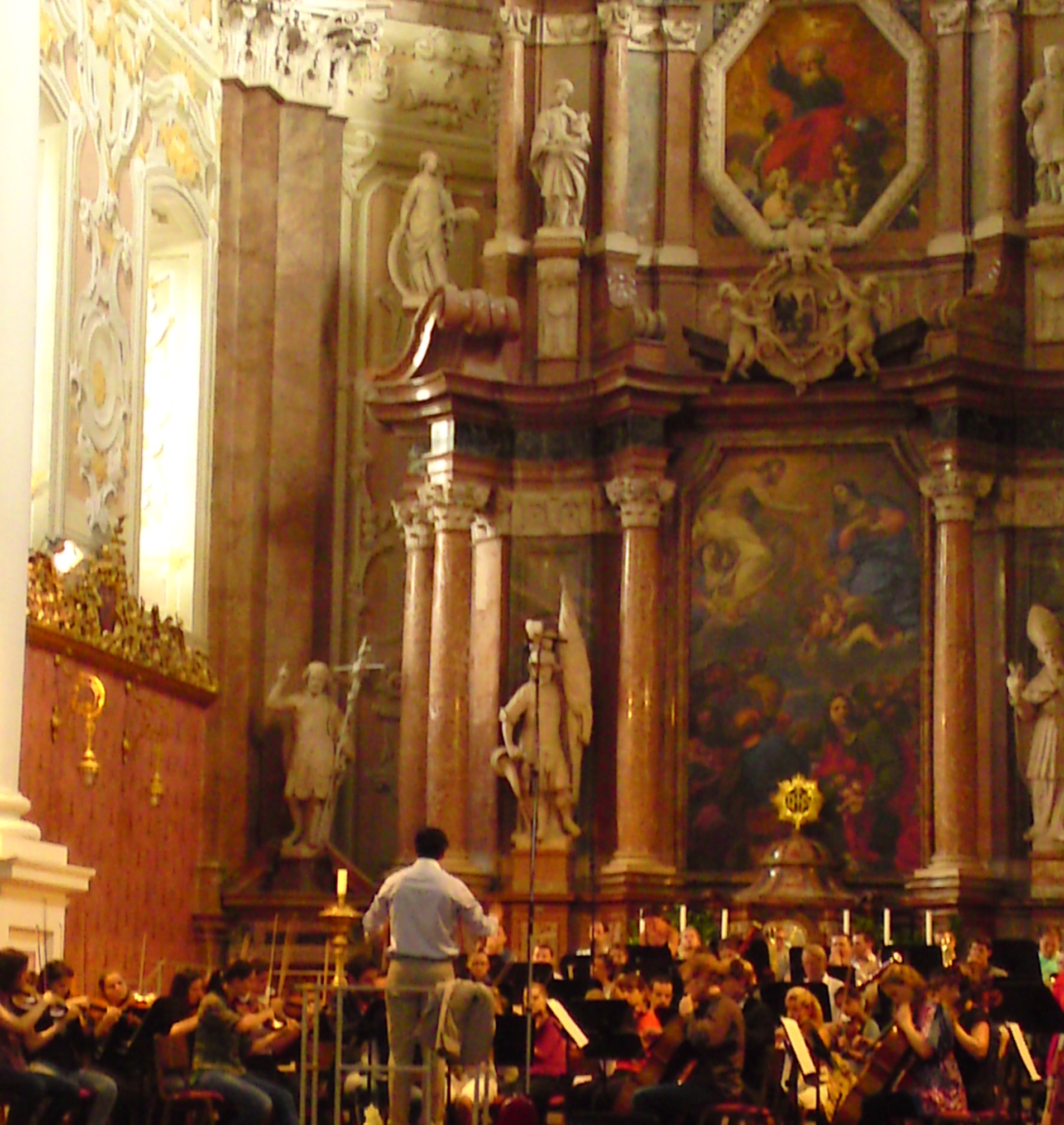
Rémy Ballot dirige la 8e symphonie de Bruckner à St Florian en 2014

## Enregistrements
Pour le magazine Forbes, ils sont à placer au rang des références en compagnie de celles de Eugen Jochum, Sergiu Celibidache ou Günter Wand. 
- Oliver Peter Graber, Concertino pour piano [enregistrement] (Bühnenorchester), Wiener Staatsoper Vienne (2013)
- Kadettenball Johan Strauss Staatsoper (juin-décembre 2011)

## Prix et récompenses
- Diapason découverte, décerné en 2014 par la revue Diapason pour la gravure de la symphonie N. 3 de Bruckner (Gramola 2013).
- Pizzicato Supersonic[4] pour l'enregistrement publique de la 3eme symphonie d'Anton Bruckner (Version originale 1873)
- Pizzicato Supersonic[5] pour l'enregistrement publique de la 8eme symphonie d'Anton Bruckner (2eme version 1890)
- Kunstpreis de la Bank Austria (Vienne) pour le cycle des symphonies de Bruckner à Sankt Florian.
- Recording of the month, décerné en mai 2015 par la revue Stereophile pour l'enregistrement de symphonie N. 8 de Bruckner (Gramola 2014).
- Pizzicato Supersonic[6] pour l'enregistrement publique de la 9eme symphonie d'Anton Bruckner